# برنارد کریک
برنارد کریک (انگلیسی: Bernard Kerik؛ زادهٔ ۴ سپتامبر ۱۹۵۵) سیاست‌مدار و افسر پلیس اهل ایالات متحده آمریکا است. کریک از سال ۲۰۰۰ تا ۲۰۰۱ رئیس اداره پلیس نیویورک سیتی و از سال ۱۹۹۵ تا ۲۰۰۰ مسئول زندان‌های این شهر بود. کریک در نیوآرک، نیوجرسی متولد شد و از سال ۱۹۷۴ تا ۱۹۷۷ در ارتش ایالات متحده آمریکا خدمت کرد. او در سال ۱۹۸۶ به پلیس نیویورک پیوست. بعد از اشغال عراق در سال ۲۰۰۳، کریک از سوی جرج بوش به عنوان وزیر کشور عراق در حکومت ائتلاف موقت عراق منصوب شد. در سال ۲۰۰۴ جرج بوش کریک را نامزد وزارت امنیت میهن ایالات متحده آمریکا معرفی کرد اما کریک کمی بعد از این نامزدی انصراف داد.